# Viện Kinh tế - Viện Hàn lâm Khoa học Ba Lan

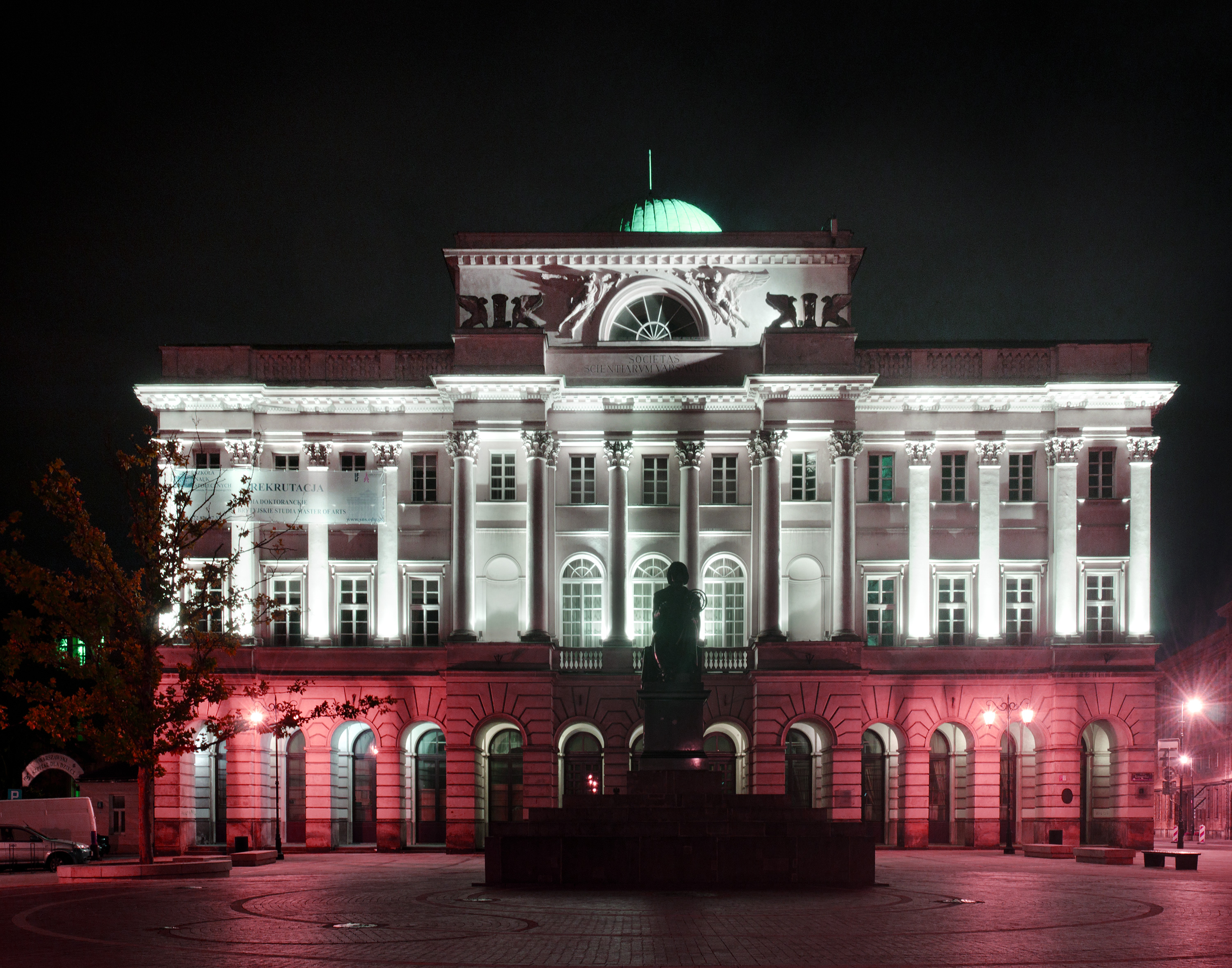
Cung điện Staszic - trụ sở của INE PAN

Viện Kinh tế - Viện Hàn lâm Khoa học Ba Lan là một trung tâm nghiên cứu về kinh tế và kinh doanh của Ba Lan. Nó được thành lập vào ngày 10 tháng 12 năm 1980. Viện được đặt tại Cung điện Staszic và Cung điện Văn hóa và Khoa học tại Warsaw. Viện Kinh tế trực thuộc Viện Hàn lâm Khoa học Ba Lan. Viện Kinh tế được quyền cấp bằng tiến sĩ và các thủ tục liên quan đến phong hàm giáo sư. Hiện nay, chương trình MBA và DBA của Viện Kinh tế là một trong những chương trình uy tín nhất ở Ba Lan và được cộng đồng quốc tế công nhận. 

## Lịch sử
Viện Kinh tế - Viện Hàn lâm Khoa học Ba Lan bắt đầu hoạt động vào năm 1980. Lĩnh vực nghiên cứu chính của Viện là tập trung vào các vấn đề liên quan đến nền kinh tế phát triển theo hướng xã hội chủ nghĩa. Trong thập niên 80, Viện tích cực tham gia vào việc thúc đẩy các vấn đề liên quan đến kinh tế của đất nước. Viện cũng có những đóng góp đáng kể vào sự thành công của cải cách kinh tế Ba Lan sau sự sụp đổ của hệ thống xã hội chủ nghĩa vào năm 1989. 
Trong những năm 90, Viện được tổ chức lại và tham gia tích cực vào việc phân tích, đánh giá sự phát triển kinh tế thị trường tự do ở Ba Lan. Hiện tại có khoảng 40 học giả và nhà nghiên cứu làm việc trong 4 phòng của Viện: Kinh tế vi mô, Chính sách kinh tế, Kinh tế học và Kinh tế thế giới. Nhiều người trong số những người đang làm việc tại Viện chiếm các vị trí quan trọng trong Nội các Ba Lan, Quốc hội (Sejm), Ngân hàng Quốc gia Ba Lan, Hội đồng Chính sách tiền tệ Ba Lan, Ủy ban châu Âu và Ngân hàng Thế giới.

## Lĩnh vực nghiên cứu và các hoạt động khác
Các lĩnh vực nghiên cứu chính của Viện Kinh tế - Viện Hàn lâm Khoa học Ba Lan là: 
- Lý thuyết kinh tế đương đại
- Chính sách kinh tế
- Phân tích, đánh giá và nghiên cứu chiến lược của nền kinh tế Ba Lan
- Phân tích nền kinh tế thế giới và hội nhập châu Âu.
Viện Kinh tế cũng đưa ra các dự báo liên quan đến tăng trưởng và phát triển của nền kinh tế Ba Lan, đồng thời công bố một số phân tích của các Công ty ở Ba Lan. Viện cũng xuất bản các ấn phẩm song ngữ về Nghiên cứu kinh tế.
Viện Kinh tế duy trì hợp tác với các tổ chức hàng đầu ở nhiều quốc gia khác nhau như: Viện nghiên cứu kinh tế quốc tế Vienna; Viện Kinh tế thuộc Viện Hàn lâm Khoa học Nga; Viện Kinh tế Thế giới thuộc Viện Hàn lâm Khoa học Hungary và Đại học Paris 1 Pantheon-Sorbonne.
Viện cũng mở một số chương trình sau đại học, MBA và tiến sĩ về kinh doanh và kinh tế. Cùng với Ngân hàng Quốc gia Ba Lan, Viện cung cấp những nghiên cứu chuyên ngành cho các nhà báo kinh tế.

## Hội đồng khoa học và Ban giám đốc
Giáo sư Barbara Błaszcyk là Chủ tịch Hội đồng Khoa học của Viện Kinh tế. Urszula Skorupska là Giám đốc của Viện. 
Các giáo sư sau đây từng làm Giám đốc của Viện Kinh tế - Viện Hàn lâm Khoa học Ba Lan:
- Józef Pajestka (1981 - 1990)
- Cezary Józefiak (1990 - 1993)
- Marek Belka (1993 - 1996)
- Urszula Grzelońska (1996 - 1999)
- Zbigniew Hockuba (1999 - 2005)
- Leszek Jasiński (2005 - 2013)
- Cezary Wójcik (2013 - 2015)
- Piotr Krajewski (2015 - 2018)